# PSA World Series Finals 2015/16
Die 21. PSA World Series Finals der Herren fanden vom 24. bis 28. Mai 2016 in Dubai in den Vereinigten Arabischen Emiraten statt. Die World Series Finals waren Teil der PSA World Tour 2015/16 und mit 160.000 US-Dollar dotiert.

## Qualifikation
Die acht bestplatzierten Spieler der PSA World Series in der Saison 2015/16 qualifizierten sich für diesen Wettbewerb. Qualifizierte Spieler sind fett markiert.
| Legende | Legende       | Legende | Legende      |
| ------- | ------------- | ------- | ------------ |
| 10      | Erste Runde   | 15      | Achtelfinale |
| 25      | Viertelfinale | 40      | Halbfinale   |
| 65      | Finale        | 100     | Sieg         |

| PSA World Series 2015 |                        |                 |         |               |                |                         |                 |              |                        |                |
| Pl.                   | Spieler                | Anzahl Turniere | US Open | Qatar Classic | Hong Kong Open | Tournament of Champions | Windy City Open | British Open | El Gouna International | Gesamt- Punkte |
| Pl.                   | Spieler                | Anzahl Turniere | USA     | QAT           | HKG            | USA                     | USA             | ENG          | EGY                    | Gesamt- Punkte |
| 1                     | Mohamed Elshorbagy     | 7               | 40      | 100           | 100            | 100                     | 100             | 100          | 100                    | 640            |
| 2                     | Grégory Gaultier       | 6               | 100     | 65            | 25             | 40                      | −               | 40           | 65                     | 335            |
| 3                     | Nick Matthew           | 5               | 40      | −             | 40             | 65                      | 65              | 15           | −                      | 225            |
| 4                     | Omar Mosaad            | 7               | 65      | 15            | 40             | 25                      | 40              | 10           | 25                     | 220            |
| 5                     | Miguel Ángel Rodríguez | 7               | 10      | 25            | 25             | 10                      | 40              | 25           | 40                     | 175            |
| 6                     | Simon Rösner           | 7               | 25      | 15            | 15             | 25                      | 25              | 25           | 25                     | 155            |
| 7                     | Mathieu Castagnet      | 7               | 25      | 10            | 25             | 40                      | 25              | 10           | 15                     | 150            |
| 8                     | Cameron Pilley         | 7               | 10      | 10            | 65             | 15                      | 10              | 10           | 10                     | 130            |
| 9                     | Marwan Elshorbagy      | 6               | −       | 10            | 10             | 25                      | 25              | 25           | 25                     | 120            |
| 10                    | Fares Dessouki         | 6               | 25      | 15            | −              | 15                      | 10              | 15           | 40                     | 120            |
| 11                    | Ryan Cuskelly          | 7               | 10      | 40            | 10             | 15                      | 10              | 15           | 10                     | 110            |
| 12                    | Karim Abdel Gawad      | 5               | −       | 25            | −              | 15                      | 15              | 40           | 15                     | 110            |
| 13                    | Tarek Momen            | 7               | 15      | 10            | 25             | 10                      | 25              | 10           | 15                     | 110            |
| 14                    | Daryl Selby            | 7               | 25      | 15            | 15             | 10                      | 15              | 10           | 10                     | 100            |
| 15                    | Ali Farag              | 5               | 10      | 25            | −              | −                       | 10              | 25           | 25                     | 95             |
| 16                    | Max Lee                | 7               | 10      | 25            | 10             | 15                      | 15              | 10           | 10                     | 95             |
| 17                    | Ramy Ashour            | 3               | 15      | −             | −              | −                       | −               | 65           | 10                     | 90             |

## Finalrunde

### Gruppe A

#### Tabelle
| Pos. | Setzliste | Spieler                | Spiele | Sätze | Punkte |
| ---- | --------- | ---------------------- | ------ | ----- | ------ |
| 1    | 1         | Mohamed Elshorbagy     | 2:1    | 4:2   | 64:51  |
| 2    | 5         | Miguel Ángel Rodríguez | 2:1    | 5:2   | 64:63  |
| 3    | 3         | Nick Matthew           | 1:2    | 3:4   | 68:73  |
| 4    | 7         | Mathieu Castagnet      | 1:2    | 2:4   | 46:55  |

#### Ergebnisse
| Spieler                | Spieler                | Ergebnis          |
| ---------------------- | ---------------------- | ----------------- |
| Mohamed Elshorbagy     | Mathieu Castagnet      | 11:4, 11:6        |
| Miguel Ángel Rodríguez | Nick Matthew           | 8:11, 11:8, 11:9  |
| Mohamed Elshorbagy     | Miguel Ángel Rodríguez | 11:8, 11:9        |
| Nick Matthew           | Mathieu Castagnet      | 10:12, 6:11       |
| Mohamed Elshorbagy     | Nick Matthew           | 10:12, 10:12      |
| Mathieu Castagnet      | Miguel Ángel Rodríguez | 9:11, 4:6 Aufgabe |

### Gruppe B

#### Tabelle
| Pos. | Setzliste | Spieler          | Spiele | Sätze | Punkte |
| ---- | --------- | ---------------- | ------ | ----- | ------ |
| 1    | 2         | Grégory Gaultier | 3:0    | 6:1   | 73:35  |
| 2    | 8         | Cameron Pilley   | 2:1    | 4:3   | 53:54  |
| 3    | 6         | Simon Rösner     | 1:2    | 2:4   | 42:54  |
| 4    | 4         | Omar Mosaad      | 0:3    | 2:6   | 53:78  |

#### Ergebnisse
| Spieler          | Spieler        | Ergebnis         |
| ---------------- | -------------- | ---------------- |
| Omar Mosaad      | Cameron Pilley | 7:11, 11:5, 5:11 |
| Grégory Gaultier | Simon Rösner   | 11:2, 11:9       |
| Simon Rösner     | Omar Mosaad    | 11:3, 11:7       |
| Grégory Gaultier | Cameron Pilley | 11:3, 11:1       |
| Cameron Pilley   | Simon Rösner   | 11:2, 11:7       |
| Grégory Gaultier | Omar Mosaad    | 7:11, 11:8, 11:1 |

### Halbfinale
| Spieler            | Spieler                | Ergebnis   |
| ------------------ | ---------------------- | ---------- |
| Mohamed Elshorbagy | Cameron Pilley         | 9:11, 5:11 |
| Grégory Gaultier   | Miguel Ángel Rodríguez | 11:7, 11:7 |

### Finale
| Spieler        | Spieler          | Ergebnis               |
| -------------- | ---------------- | ---------------------- |
| Cameron Pilley | Grégory Gaultier | 4:11, 5:11, 11:8, 6:11 |